# 莆田戰鬥
莆田戰鬥發生於1923年7月24日，地點則是在中國閩南。是北洋政府時期內戰之一，交戰兩方為閩軍王永泉及閩討賊軍，戰鬥末了，閩軍獲勝，確保戰略據點。